# Peter Forsberg Trophy
Die Peter Forsberg Trophy (deutsch: Peter Forsberg Trophäe) ist eine Eishockeytrophäe, welche jährlich an den besten Stürmer des schwedischen Eishockeys verliehen wird. Der Preis existiert seit 2013 und der Sieger wird von der Journalistenvereinigung Kamratföreningen Hockeyjournalisterna ausgewählt.
Die Trophäe ist benannt nach dem ehemaligen schwedischen Eishockeyspieler Peter Forsberg.

## Preisträger
- 2025 – Filip Hållander, Timrå IK
- 2024 – Oscar Lindberg, Skellefteå AIK
- 2023 – Anton Lander, Timrå IK
- 2022 – Patrik Karlkvist, IK Oskarshamn
- 2021 – Pontus Holmberg, Växjö Lakers
- 2020 – nicht vergeben
- 2019 – Joel Lundqvist, Frölunda HC
- 2018 – Elias Pettersson, Växjö Lakers
- 2017 – Oskar Lindblom, Brynäs IF
- 2016 – Linus Omark, Salawat Julajew Ufa
- 2015 – Mattias Sjögren, Linköping HC
- 2014 – Joakim Lindström, Skellefteå AIK
- 2013 – Jimmie Ericsson, Skellefteå AIK